# Наплыв крыла

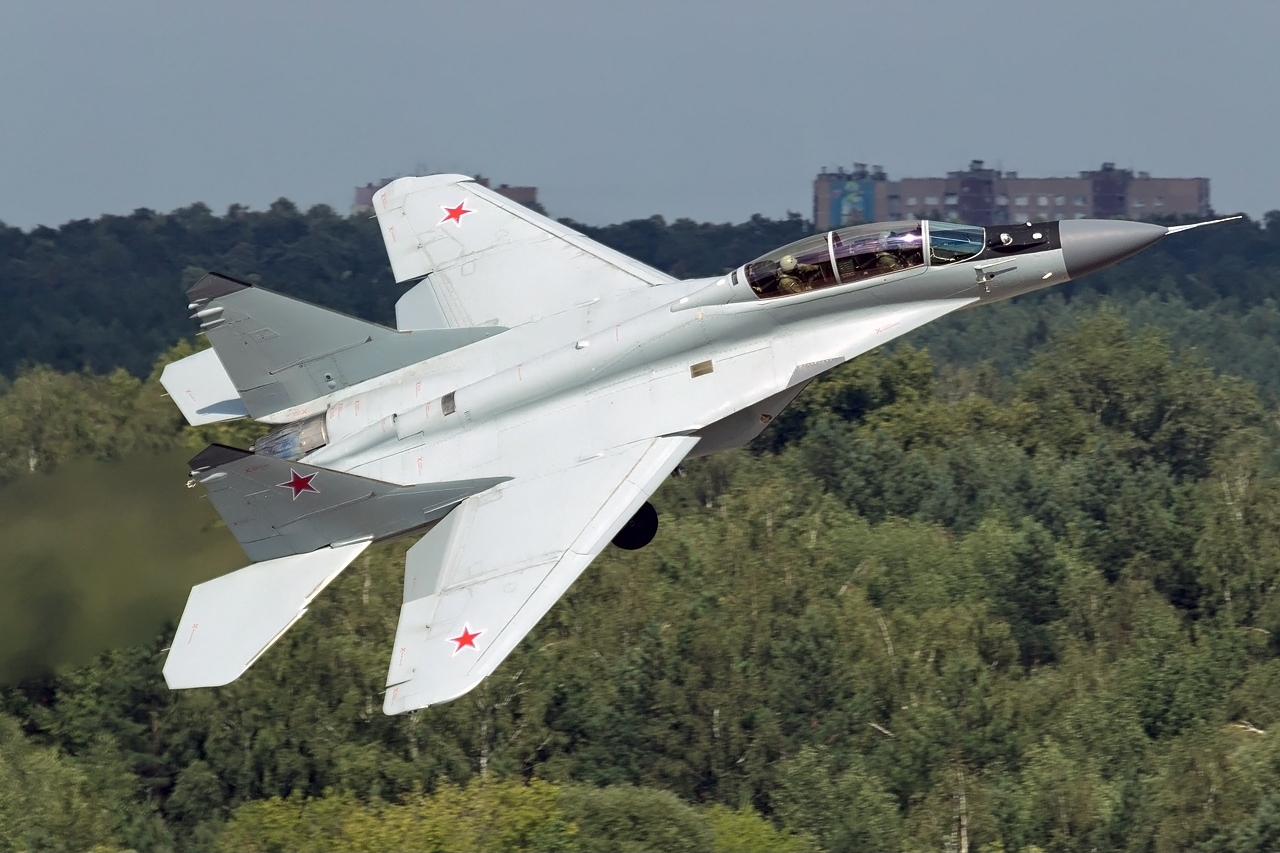
Острый передний наплыв крыла МиГ-35.

Корнево́й наплы́в крыла́ — часть крыла самолёта, выступающая из обвода основной трапеции. Обеспечивает улучшение аэродинамических характеристик при высоких углах атаки, дестабилизирует килевое раскачивание и тем самым повышает маневренность самолёта. Наличие наплыва увеличивает эффективную площадь крыла уменьшает относительную кривизну и толщину профиля, что способствует увеличению критического числа Маха.
Преимущества крыльев сложной формы с наплывами обусловили широкое применение этого элемента в авиационной, ракетной и космической технике.

## Устройство
Различают передние и задние наплывы крыла. Задние наплывы применяются на крыльях большого удлинения (например на Ил-76) для увеличения площадей поперечных сечений в бортовой части крыла и для размещения устройств механизации. Для крыльев сложной формы (Су-57) характерно наличие передних наплывов. Простейший передний наплыв представляет собой треугольное крыло очень малого удлинения, расположенное непосредственно перед исходным крылом, в общем случае форма наплыва может быть произвольной. Крыло сложной формы обладает рядом аэродинамических особенностей.

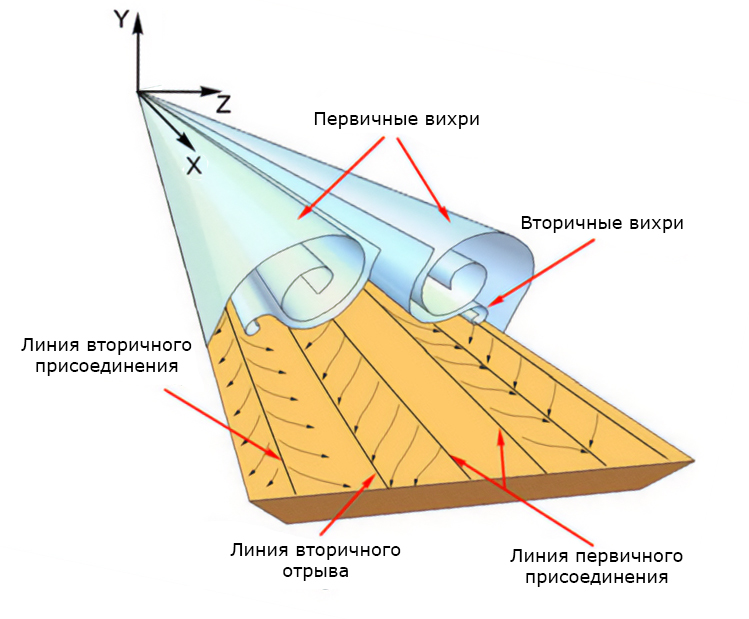
Вихревые течения около треугольного крыла на больших углах атаки

При дозвуковых скоростях полёта наплыв практически не изменяет несущих свойств крыла при малых углах атаки, но повышает подъёмную силу при увеличении угла атаки и наращивает величину критического угла атаки и максимального коэффициента подъёмной силы. Наличие переднего наплыва улучшает взлётно-посадочные характеристики и манёвренность самолёта. Это обусловлено отрывным поперечным обтеканием передних кромок наплыва и образованием интенсивных вихрей, которые создают большие дополнительные разрежения на верхней поверхности крыла.
Конструкция с передним наплывом даёт возможность увеличить внутренние объёмы крыла и уменьшить относительную толщину профиля в наплывной части крыла, что уменьшает сопротивление и повышает максимальное аэродинамическое качество при сверхзвуковых скоростях.
Кроме того, имеющие большие углы стреловидности передние кромки наплыва остаются дозвуковыми до очень больших значений числа Маха, это позволяет реализовать на крыльях сложной формы выигрыши в аэродинамическом качестве оптимизацией формы срединной поверхности и распределением объёма крыла по хорде и по размаху.

## Самолёты с передним наплывом крыла
Ниже приведён список некоторых самолётов с передним корневым наплывом крыла:
- Россия/СССР:
  - семейство Су-27 и его модификации (включая Су-34)
  - Су-47.
  - МиГ-29
  - Су-57 — имеет развитый наплыв с поворотной передней частью.
  - Як-130
- США/Великобритания:
  - Northrop F-5
  - F-16 «Fighting Falcon»
  - F/A-18 «Hornet»
  - AV-8B «Harrier» II
  - Concorde
- Индия:
  - HAL Tejas
- Китай:
  - Chengdu J-20
  - L-15 «Falcon»
- КНР/Пакистан:
  - Chengdu FC-1 Xiaolong

## Галерея

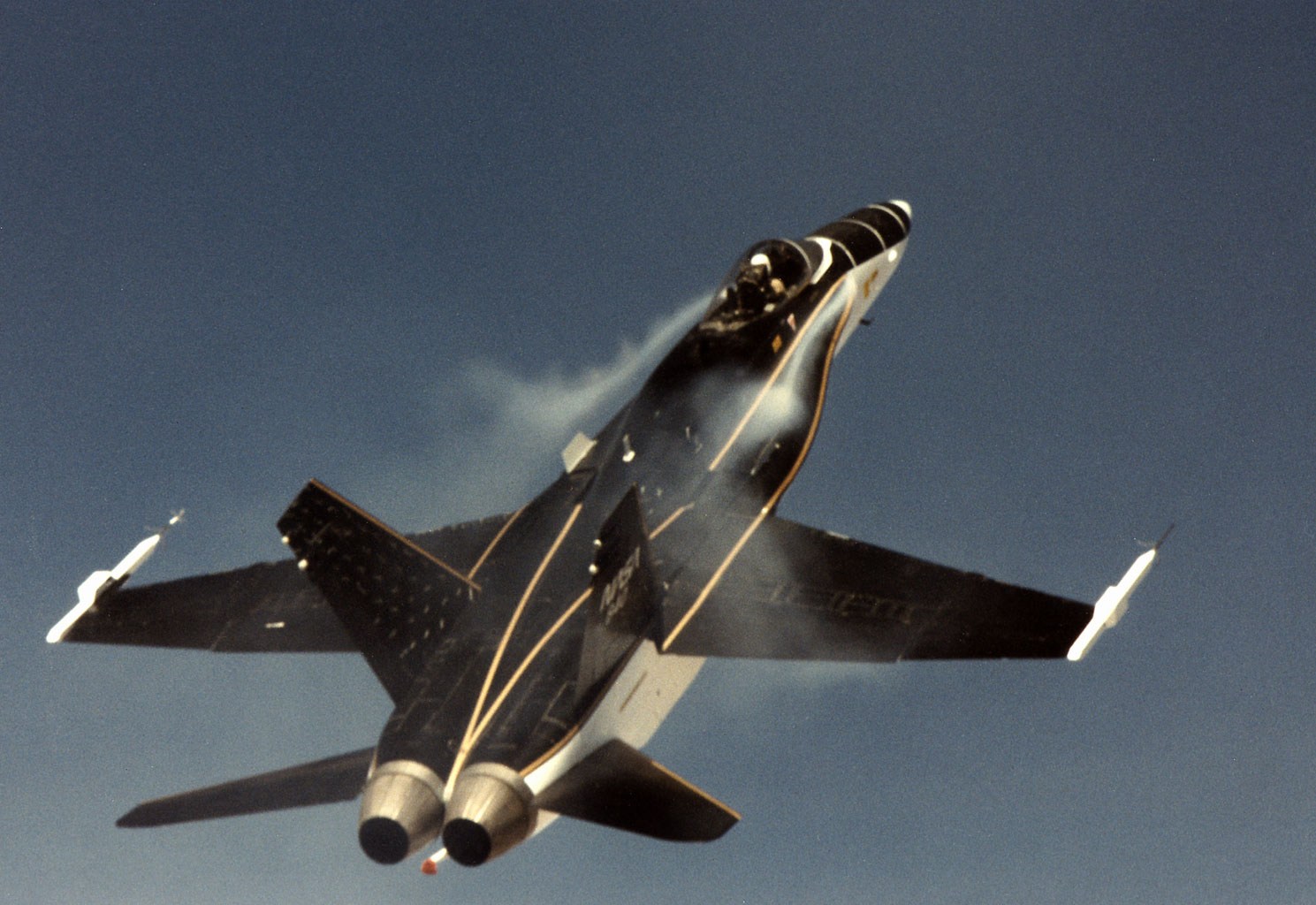
Корневой передний наплыв F/A-18.
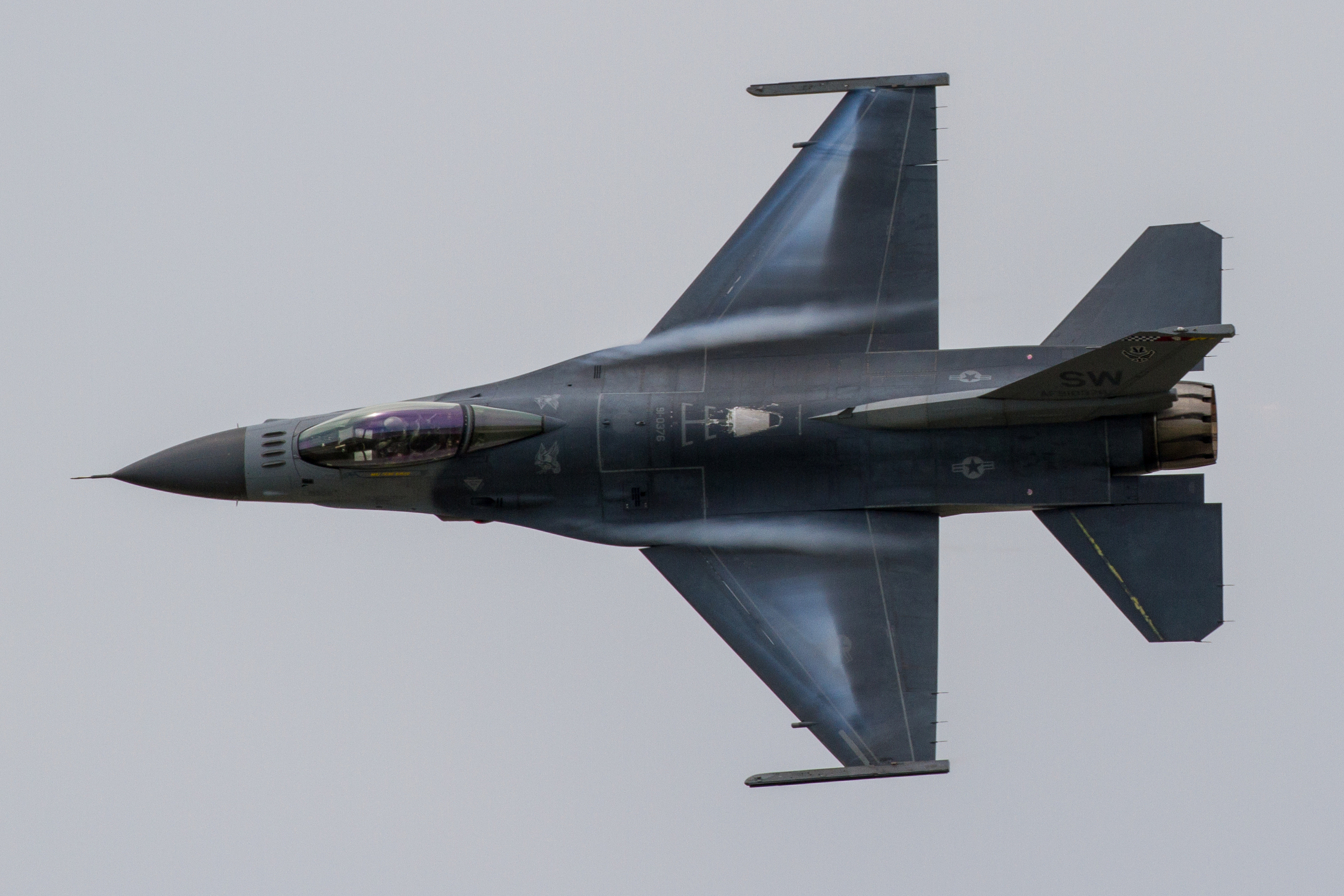
Вихревой наплыв крыла F-16
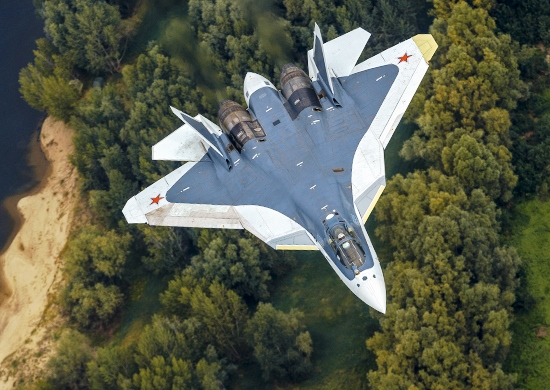
Трапециевидное крыло Су-57 имеет развитый наплыв с поворотной передней частью.